# Kersko groblje
Kersko groblje, gradsko rimokatoličko groblje u Subotici na predjelu Keru. Pripada župi sv. Roka. Postoji od 1786. godine. U prošlosti se nalazilo istočnije nego danas, te je sezalo do Gundulićeve ulice, a tada se zvalo Groblje na topolskom putu.
Izvorno je konfesionalno groblje i postojalo je kad i staro gradsko groblje koje je poslije razmješteno. Isprva je bilo smješteno u predgrađu Subotice, kraj nekadašnjega Topolskoga puta, a s vremenom je prošireno tako da sada ima i gradski dio. Na Kerskom je groblju više klupa nego na svim ostalim grobljima zajedno. Ovdje je podignuta kapela sv. Ane 1886. godine, koja je mjesto proštenja, vjerojatno otkad je sagrađena. To je jedina nadgrobna kapela na groblju. Ovdje su pokopani Blaško Rajić, Balint Vujkov, Bela Gabrić, Branko Jegić i dr.
Oko groblja su ulice Lazara Horvackog, Kolubarska, Vinodolska, Lepenička i Leskovačka te Dragojle Jarnević.